# Aeroportul Moranbah
Aeroportul Moranbah (IATA: MOV, ICAO: YMRB) este un aeroport din Queensland, Australia ce deservește zona Moranbah⁠(d). Aeroportul a fost tranzitat în 2022 de 98.006 pasageri. A fost numit după zona deservită.
Situat la o altitudine de 231 m, aeroportul dispune de o singură pistă. Este operat de BHP Group.